# 달걀은 달걀로 갚으렴
《달걀은 달걀로 갚으렴》은 1979년 출간된 작가 박완서의 단편 동화집이다. 표제 동화인 〈달걀은 달걀로 갚으렴〉은1970년대 급격한 산업화로 인한 자연 파괴를 비판하고 있는 내용으로서, 7차 교육과정 국어 6학년 1학기 읽기에 수록이 되었다고 한다. 두메산골의 어늬 한 초등학교에서 닭을 키우면서 벌어진 일들을 담았다